# Élections cantonales genevoises de 2018
Les élections cantonales genevoises de 2018 ont eu lieu le 15 avril et le 6 mai 2018 afin de renouveler pour cinq ans les membres du Grand Conseil  et du Conseil d'État du canton suisse de Genève.

## Mode de scrutin

### Parlement cantonal
Le Grand Conseil exerce le pouvoir législatif. Il est composé de 100 députés élus directement au suffrage universel par le corps électoral au scrutin proportionnel ; la loi prévoit depuis 1912 un seuil électoral (appelé quorum) fixé à 7 %. Le mandat des députés dure 5 ans depuis l'instauration de la nouvelle Constitution du canton en 2013. Il était auparavant de 4 ans (3 ans jusqu'en 1957). Il est renouvelable indéfiniment, bien qu'en pratique des règles internes au sein de certains partis limitent la possibilité de se représenter au-delà d'un certain nombre de mandats.

### Organe exécutif
Le Conseil d'État est lui aussi élu pour cinq ans. Depuis 2013 la majorité absolue est nécessaire pour être élu au premier tour du Conseil d'État, alors qu'un tiers des suffrages suffisait auparavant.
Contrairement à la majorité des cantons suisses, le gouvernement n'est pas élu sur une liste de candidats, mais sur un bulletin unique avec des cases à cocher. Ce système introduit en 2013 réduit l'impact des alliances et incite les électeurs à voter pour sept candidats au lieu des seuls candidats qui figureraient sur leur liste de prédilection.

## Résultats

### Grand Conseil[6]
|                           |                              |                          |         |       |     |        |               |  |  |
| Parti                     | Parti                        | Sigle                    | Voix    | %     | +/- | Sièges | +/-           |  |  |
|                           | Parti libéral-radical        | PLR                      | 22 453  | 25,18 | 2,8 | 28     | 4             |  |  |
|                           | Parti socialiste             | PS                       | 13 588  | 15,30 | 1,0 | 17     | 2             |  |  |
|                           | Les Verts                    | PES                      | 11 572  | 13,16 | 4,0 | 15     | 5             |  |  |
|                           | Parti démocrate-chrétien     | PDC                      | 9 328   | 10,71 | 0,1 | 12     | 1             |  |  |
|                           | Mouvement citoyens genevois  | MCG                      | 8 326   | 9,43  | 9,8 | 11     | 9             |  |  |
|                           | Ensemble à gauche            | EàG                      | 6 873   | 7,83  | 0,9 | 9      | en stagnation |  |  |
|                           | Union démocratique du centre | UDC                      | 6 546   | 7,32  | 3,0 | 8      | 3             |  |  |
|                           | Genève en Marche             | GeM                      | 3 643   | 4,10  | Nv. | 0      | en stagnation |  |  |
|                           | Laliste-Femmes 2018          | F2018                    | 3 012   | 3,26  | Nv. | 0      | en stagnation |  |  |
|                           | Vert'libéraux                | PVL                      | 1 436   | 1,60  | 1,5 | 0      | en stagnation |  |  |
|                           | Équité et Égalité            | ÉÉ                       | 740     | 0,88  | Nv. | 0      | en stagnation |  |  |
|                           | Liste pour Genève            | LPG                      | 586     | 0,71  | Nv. | 0      | en stagnation |  |  |
|                           | Parti bourgeois démocratique | PBD                      | 434     | 0,52  | 0,1 | 0      | en stagnation |  |  |
| Total des voix            | Total des voix               | Total des voix           |         | 100   |     |        |               |  |  |
|                           |                              |                          |         |       |     |        |               |  |  |
| Votes valides             |                              |                          |         |       |     |        |               |  |  |
| Votes blancs et invalides |                              |                          |         |       |     |        |               |  |  |
| Total                     | Total                        | Total                    |         | 100   | -   | 100    | en stagnation |  |  |
| Abstention                |                              |                          |         |       |     |        |               |  |  |
| Inscrits / participation  | Inscrits / participation     | Inscrits / participation | 262 541 | 38,77 |     |        |               |  |  |

### Conseil d'État[7]
| Candidats                | Candidats                | Partis                   | Premier tour (15 avril) | Premier tour (15 avril) | Second tour (6 mai ) | Second tour (6 mai ) |
| Candidats                | Candidats                | Partis                   | Voix                    | Élu                     | Voix                 | Élu                  |
| ------------------------ | ------------------------ | ------------------------ | ----------------------- | ----------------------- | -------------------- | -------------------- |
|                          | Pierre Maudet            | PLR                      | 50 180                  | Oui                     |                      |                      |
|                          | Mauro Poggia             | MCG                      | 43 728                  | Non                     | 51 105               | Oui                  |
|                          | Serge Dal Busco          | PDC                      | 40 836                  | Non                     | 50 141               | Oui                  |
|                          | Antonio Hodgers          | PES                      | 40 754                  | Non                     | 49 684               | Oui                  |
|                          | Anne Emery-Torracinta    | PS                       | 33 350                  | Non                     | 44 905               | Oui                  |
|                          | Thierry Apothéloz        | PS                       | 32 982                  | Non                     | 44 884               | Oui                  |
|                          | Nathalie Fontanet        | PLR                      | 31 504                  | Non                     | 45 522               | Oui                  |
|                          | Sandrine Salerno         | PS                       | 30 016                  | Non                     |                      |                      |
|                          | Luc Barthassat           | PDC                      | 27 133                  | Non                     | 34 357               | Non                  |
|                          | Marjorie de Chastonay    | PES                      | 23 370                  | Non                     |                      |                      |
|                          | Alexandre de Senarclens  | PLR                      | 22 820                  | Non                     |                      |                      |
|                          | Yvan Rochat              | PES                      | 19 814                  | Non                     |                      |                      |
|                          | Yves Nidegger            | UDC                      | 19 575                  | Non                     | 23 940               | Non                  |
|                          | Jocelyne Haller          | EàG                      | 17 774                  | Non                     | 27 121               | Non                  |
|                          | Éric Stauffer            | GeM                      | 13 406                  | Non                     |                      |                      |
|                          | Salika Wenger            | EàG                      | 12 012                  | Non                     |                      |                      |
|                          | Ana Roch                 | MCG                      | 10 597                  | Non                     |                      |                      |
|                          | Jean Burgermeister       | EàG                      | 10 126                  | Non                     |                      |                      |
|                          | Thomas Bläsi             | UDC                      | 9 728                   | Non                     |                      |                      |
|                          | Ronald Zacharias         | GeM                      | 9 394                   | Non                     |                      |                      |
|                          | Willy Cretegny           | Ind                      | 9 157                   | Non                     | 20 600               | Non                  |
|                          | Daniel Sormanni          | MCG                      | 8 915                   | Non                     |                      |                      |
|                          | Stéphane Florey          | UDC                      | 7 455                   | Non                     |                      |                      |
|                          | Susanne Amsler           | PVL                      | 7 300                   | Non                     |                      |                      |
|                          | Jérôme Fontana           | PVL                      | 7 228                   | Non                     |                      |                      |
|                          | Magali Orsini            | LPG                      | 4 893                   | Non                     |                      |                      |
|                          | Paul Aymon               | Ind                      | 3 853                   | Non                     | 9 428                | Non                  |
|                          | Thierry Vidonne          | PBD                      | 3 600                   | Non                     |                      |                      |
|                          | Pierre Gauthier          | LPG                      | 3 399                   | Non                     |                      |                      |
|                          | Axel Amberger            | Ind                      | 3 132                   | Non                     |                      |                      |
|                          | André Leitner            | PBD                      | 1 986                   | Non                     |                      |                      |
|                          |                          |                          |                         |                         |                      |                      |
| Votes valides            |                          |                          |                         |                         |                      |                      |
| Votes blancs             |                          |                          |                         |                         |                      |                      |
| Votes nuls               |                          |                          |                         |                         |                      |                      |
| Total                    |                          |                          |                         |                         |                      |                      |
| Abstention               |                          |                          |                         |                         |                      |                      |
| Inscrits / participation | Inscrits / participation | Inscrits / participation |                         | 38,77                   |                      | 35,00                |